# Marion (Nowy Jork)
Marion – miasto w Stanach Zjednoczonych, w stanie Nowy Jork, w hrabstwie Wayne.